# Liste der Bodendenkmale in Sarzbüttel
In der Liste der Bodendenkmale in Sarzbüttel sind die Bodendenkmale der Gemeinde Sarzbüttel nach dem Stand der Bodendenkmalliste des Archäologischen Landesamts Schleswig-Holstein von 2016 aufgelistet.
| Denkmal-ID           | Befundart          | Bezeichnung                                               | Zeitstellung                            | Lage | Bemerkungen | Bild |
| -------------------- | ------------------ | --------------------------------------------------------- | --------------------------------------- | ---- | ----------- | ---- |
| aKD-ALSH-Nr. 000 327 | Befestigung > Wall | Landwehr/Wall/Schanze/Panzergraben „Sarzbütteler Schanze“ | Frühgeschichte, Neuzeit, Zeitgeschichte |      |             |      |